# 莫里奇斯 (紐約州)
莫里奇斯（英語：Moriches）是位於美國紐約州薩福克縣的普查規定居民點。

## 人口
根據2020年美國人口普查的數據，莫里奇斯的面積為5.96平方千米，當中陸地面積為5.37平方千米，而水域面積為0.59平方千米。當地共有人口3026人，而人口密度為每平方千米507.72人。